# ظاهر يحيى
ظاهر يحيى (30 يونيو 1947 - 3 فبراير 2021). كان أكاديمي نيجيري، مرب ومؤرخ، وأستاذ التاريخ ورئيس قسم التاريخ جامعة في باييرو في كانو.

## النشأة والتعليم
ولد ظاهر في كانو نيجيريا، وحصل على شهادة البكالوريوس في الآداب في التاريخ في كلية باييرو وهي الآن جامعة أحمدو بللو، في عام 1970 حصل على درجة الدكتوراه في الفلسفة (التاريخ الدبلوماسي) في جامعة برمنجهام المملكة المتحدة في عام 1975.

## الحياة المهنية
بدأ العمل كمساعد للرعاية الاجتماعية في ظل حكومة إقليم الشمالية في كادونا، كما عمل في الحكومة المحلية كموظف إداري تحت إدارة ولاية كانو، انضم ظاهر لقسم التاريخ كلية الآداب والعلوم جامعة الدراسات الإسلامية باييرو في كانو في عام 1970 حيث عمل فيها خلال حياته.

## الوفاة
توفي يوم الأربعاء 3 فبراير 2021 بعد فترة قصيرة من المرض في ولاية كانو، نيجيريا.